# Schloss Wasserberg
Schloss Wasserberg är ett slott i Österrike.   Det ligger i distriktet Murtal och förbundslandet Steiermark, i den östra delen av landet, 160 km sydväst om huvudstaden Wien. Schloss Wasserberg ligger 918 meter över havet.
Terrängen runt Schloss Wasserberg är kuperad söderut, men norrut är den bergig. Närmaste större samhälle är Fohnsdorf, 7,4 km söder om Schloss Wasserberg. 
I omgivningarna runt Schloss Wasserberg växer i huvudsak blandskog. Runt Schloss Wasserberg är det ganska glesbefolkat, med 50 invånare per kvadratkilometer.